# فلوراشتات
شهر فلوراشتاتدر ایالت هسن در کشور آلمان واقع شده‌است.